# Formica gravelyi
Formica gravelyi är en myrart som beskrevs av Durgadas Mukerjee 1930. Formica gravelyi ingår i släktet Formica och familjen myror. Inga underarter finns listade i Catalogue of Life.